# Klinterklater
Das Wort Klinterklater oder auch Klinter-Klater ist ein in der Stadt Braunschweig und ihrer unmittelbaren Umgebung verwendeter Begriff, der im 19. Jahrhundert entstand. Er verschwand aufgrund der dramatischen demografischen Veränderungen in der Stadt nach Ende des Zweiten Weltkriegs allmählich, wird aber seit einigen Jahren – und nach einem Bedeutungswandel – wieder vermehrt verwendet. Im Gegensatz zu seiner ursprünglichen Bedeutung wird der Begriff heute positiv verstanden und bezeichnet Personen, die „mit Okerwasser getauft“ (Spruch: „Brunswiker Klinterklater sind getauft mit Okerwater“), also in Braunschweig geboren sind.

## Entstehung und ursprüngliche Bedeutung

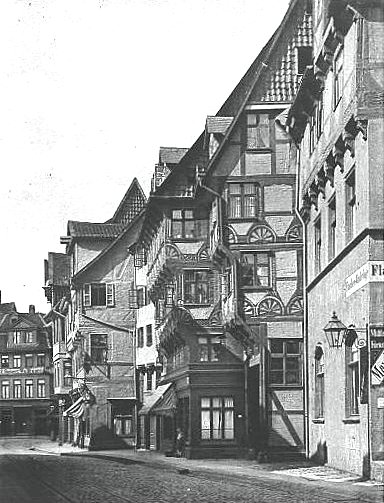
Die Ostseite des Bäckerklints, der sogenannte Flohwinkel
(um 1894).

Das im Braunschweigischen, einer niederdeutschen Mundart, gebräuchliche Substantiv „Klint“ bezeichnet eine Anhöhe, die sich aus einer Flussniederung (im Falle Braunschweigs der Oker-Niederung) erhebt. Innerhalb der Stadtmauern gibt es vier „Klinte“, nämlich Bäckerklint, Radeklint und Südklint (in der nordwestlichen Altstadt) und den Klint im östlichen Magniviertel. Sie alle befinden sich nahe der Oker und erheben sich aus deren Niederung.
Das ebenfalls niederdeutsche Substantiv „Klater“ bedeutet „Schmutz“, „Lumpen“ oder „Fetzen“, während das Adjektiv „klaterig“: „schmutzig“, „zerlumpt“, „kümmerlich“, aber auch „frech“ bedeuten kann.
Durch Zusammenziehung von „Klint“ und „Klater“ entstand so ein zunächst negativ konnotierter Begriff, der abfällig die ärmeren Bevölkerungsschichten der Stadt bezeichnete, die Ende des 19. Jahrhunderts unter anderem die „Klinte“ bewohnten. Das neu geschaffene Wort bezeichnete also ärmliche und zerlumpt aussehende Personen und fand bald generelle Anwendung auf die ärmeren Bevölkerungsschichten der Stadt, die in den älteren, oft vernachlässigten Häusern beispielsweise in der Echternstraße, Küchenstraße, Mauernstraße, auf dem Nickelnkulk, der Weberstraße und dem Werder wohnten und hauptsächlich Brunswieker Platt sprachen.

## Stigmatisierung und Bedeutungswandel

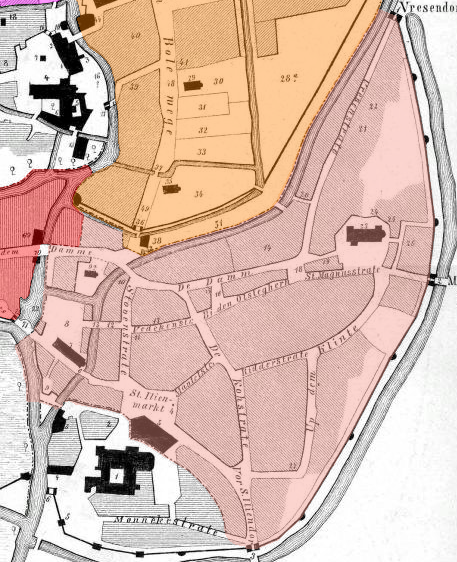
Altewiek, heute Magniviertel, um 1400 (rosa dargestellt). Die Straße „Up dem Klinte“ befindet sich am rechten Bildrand.

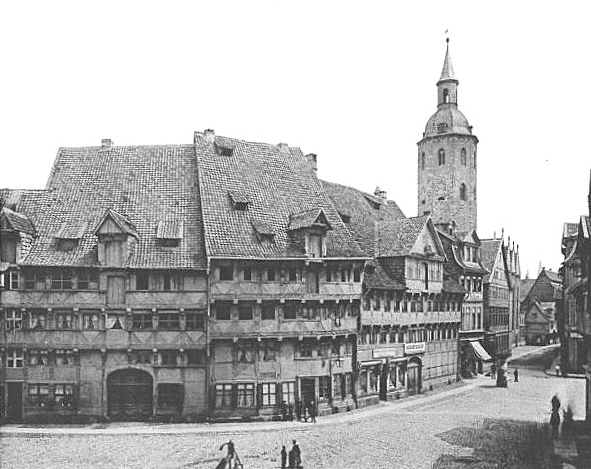
Der Südklint um 1894. Im Hintergrund die Petrikirche mit ihrer ursprünglichen Turmhaube vor der Zerstörung im Zweiten Weltkrieg.

Das Schimpf- und Schmähwort „Klinterklater“ fand schnelle und weite Verbreitung innerhalb der Stadt und führte zu einer Stigmatisierung der so Bezeichneten.
Ein altes Braunschweiger Spottgedicht verdeutlicht die soziale Situation dieser Bevölkerungsschichten:
Murenstrate, Klint und Werder,

davor hüte sich ein jeder.

Nickelnkulk is och nich beter,

denn da wohn'n die Messerstäker.

Lange Strate ach nicht minder,

denn da wohnen viele Kinder!
Auf Hochdeutsch:
Mauernstraße, Klint und Werder,

davor hüte sich ein jeder.

Nickelnkulk ist auch nicht besser,

denn da wohnen Messerstecher.

Lange Straße auch nicht minder,

denn da wohnen viele Kinder!
Davon nur leicht abgewandelt ist folgender Vers:
Mauernstraße, Klint und Werder,

ja, da wohnen Deutschverderber.

Nickelnkulk ist auch nicht besser,

denn da wohnen Menschenfresser.
Am 27. Oktober 1887 gipfelte dies schließlich darin, dass die Bewohner des „Klint“ im Magniviertel von der Stadt Braunschweig verlangten, dass der Name ihrer Straße geändert würde, was aber abgelehnt wurde.
Da Braunschweigs Innenstadt, die vor dem Zweiten Weltkrieg großenteils aus Fachwerkhäusern bestanden hatte, durch die zahlreichen Bombenangriffe zu über 90 % zerstört war und demzufolge die ortsansässige Bevölkerung dauerhaft abwanderte, geriet „Klinterklater“ mehr und mehr in Vergessenheit und verschwand fast aus dem kollektiven Gedächtnis. Erst mit der Veröffentlichung zweier Bücher eines Braunschweiger Journalisten in den Jahren 1993 und 1995 erlangte der Begriff wieder neue Bekanntheit und Verbreitung und hat seitdem einen Bedeutungswandel erfahren: Er wird heute positiv verstanden und mehr scherzhaft verwendet, um alteingesessene Braunschweiger zu bezeichnen.

## Schallplatten
- Braunschweiger Klinterklater. Eine Auswahl kleiner Geschichten über Braunschweiger Originale und Klinterklater, dem Volksmund nacherzählt von Gertrud Kirry. Archiv-Verlag, Braunschweig, o. J. (ca. 1975)
- Gertrud Kirry: Die Ölpersche Nationalhymne und andere Braunschweiger Döneken. Archiv-Verlag (Hrsg.), Braunschweig, o. J. (ca. 1977)